# Варваровка (Полонский район)
Варваровка (укр. Варварівка) — село в Полонском районе Хмельницкой области Украины.
Население по переписи 2001 года составляло 481 человек. Почтовый индекс — 30532. Телефонный код — 3843. Занимает площадь 1,439 км².

## Местный совет
30532, Хмельницкая обл., Полонский р-н, с. Великая Березна, ул. Ленина